# Rag Doll (personaggio)
Rag Doll è un supercriminale dei fumetti pubblicato dalla DC Comics. È stato introdotto per la prima volta come un avversario di Flash durante la Golden Age, di cui diversi personaggi hanno indossato i panni.
Questo personaggio deve il suo nome al costume che indossa, simile a quello di un pupazzo per bambini, ma di aspetto trasandato; infatti Rag Doll significa "bambola di pezza".
Rag Doll è un contorsionista che sfrutta le proprie abilità per commettere furti e rapine, capace di comprimere il suo corpo senza mostrare alcuna sofferenza.
- Il primo, il cui vero nome è Peter Merkel, è apparso la prima volta in Flash Comics n. 36 (dicembre 1942). In tempi più recenti, James Robinson ha rianimato lui come un nemico per Jack Knight, la millenaria Starman;
- Il secondo di essi è Colby Zag, è apparso la prima volta in Starman 80-Page Giant n. 1 (1999), creato da James Robinson (testo);
- La terza è Peter Merkel Jr., è apparso la prima volta in Villains United n. 1 (luglio 2005), il figlio dell'originale, è un membro attivo del Segreti Sei.

## Biografia del personaggio

### Il primo Rag Doll: Peter Merkel
Peter Merkel, originario degli Stati Uniti del Midwest, è nato con una condizione unica, "tripla giuntura". Come la più comune "doppia articolazione", la condizione di Merkel era caratterizzata da legamenti e tendini estremamente estensibili, sebbene in misura significativamente maggiore. Figlio di un imbonitore di spettacoli secondari, Merkel trovò lavoro in un piccolo carnevale locale come contorsionista e ballerino eccentrico. Nei primi anni '40, il carnevale cadde in tempi difficili e la Merkel si ritrovò senza lavoro. Vagando per le strade, la Merkel disperava di avere soldi. Vedendo grandi scatole di giocattoli che venivano caricate in un grande magazzino, Merkel ebbe l'idea di nascondersi in una delle grandi bambole di pezza e poi di svaligiare il negozio dopo la chiusura. Passando inosservato tra i giocattoli, Merkel portò alla sua idea un ulteriore passo avanti: derubare mentre era ancora nascosto nel costume da Rag Doll. In questi primi giorni di furfante in costume, l'idea sembrava nuova e Merkel decise che nessuno avrebbe mai creduto che una bambola di pezza potesse commettere un crimine. Da qui la sua vita criminale continua.

## Poteri e abilità
Rag Doll è un maestro del contorsionismo e, negli anni successivi, riuscirà a portare a termine la sua capacità d'ipnotizzare attraverso gli oratori. Oltre a essere molto agile, il suo corpo è abbastanza assorbente da sopportare forze in grado di rendere confuse la maggior parte degli individui umani e in grado di sopportare una grande quantità di danni fisici in un combattimento. È anche un tiratore adeguato e di solito si affida all'elemento sorpresa. È un abile ladro e aumenta la sua furtività con la sua capacità di nascondersi in luoghi inaspettati dove normalmente un umano non potrebbe piazzarsi.

## Altri media
Rag Doll compare nella serie televisiva animata The Batman, doppiato in originale da Jeff Bennett e in italiano da Diego Sabre. Debutta nell'episodio Ragdoll alla riscossa. Capace di piegarsi in ogni posizione immaginabile e di sopportare di essere completamente schiacciato, Rag Doll è un formidabile avversario per Batman e Catwoman. Il suo stile di combattimento comprende oscillare le braccia e le gambe pigramente contro il suo avversario e anche piegarsi in posizioni diverse quando si attacca o si schiva. In La squadra di Pinguino, Rag Doll è tra i cattivi che aiutano Pinguino nella sua ultima follia criminale.
| Controllo di autorità | Europeana agent/base/155098 |